# أليكساندر أنجيلين
أليكساندر أنجيلين (بالسويدية: Alexander Angelin)‏ (30 يناير 1990 بالسويد - ) هو لاعب كرة قدم سويدي في مركز الوسط. لعب مع غايس غوتنبرغ وفاسترا فرولندا ‏ وUtsiktens BK ‏.

## روابط خارجية
- أليكساندر أنجيلين على موقع اتحاد السويد (السويدية)
- أليكساندر أنجيلين على موقع قاعدة بيانات كرة القدم.إي يو (الإنجليزية)
- أليكساندر أنجيلين على موقع Soccerway.com (الإنجليزية)